# Missão Mágica
Missão Mágica é um desenho animado de 13 episódios exibido originalmente pela rede de TV americana ABC entre 1973 e 1975. 

## História
A série animada foi produzida pela Filmation em 1973. As aventuras envolviam uma professora ("Miss Tinkle") com poderes mágicos e um gato ("Tut tut") que se transformava em estátua. O cantor australiano Rick Springfield era um dos personagens principais, dublando a uma versão animada de si próprio no original. Os seis alunos de Miss Tinkle completavam o elenco. Eram eles: Vinnie, Harvey (um gordinho fanático por beisebol), Socks, o afro-descendente Franklin, a oriental Kim e a loirinha Debbie, que formavam um grupo conhecido como o Clube dos Aventureiros.
No Brasil, esta série estreou pela Rede Globo em 1976. Foi exibida também pela Rede Record, pelo SBT e pela extinta TV Corcovado do Rio de Janeiro nos anos 1980.